# Ахкам аль-Куран аль-Кубра
Ахка́м аль-Кура́н (араб. أحكام القرآن‎) или аль-Ахка́м аль-Кубра́ (араб. الأحكام الكبرى‎) — тафсир, комментарий к Корану средневекового историка и богослова Абу Бакра ибн аль-Араби (1076—1148; не путать с Ибн Араби).
Тафсир Ибн аль-Араби является разносторонним толкованием, в котором коранические аяты рассматриваются в свете различных дисциплин исламского богословия, права (в основном: маликитского), а также арабского языкознания. Сам текст комментария предваряется вступительным словом автора, которое, однако, отсутствует в большинстве из изданий этой книги.
Впервые книга «Ахкам аль-Куран» была издана в 1912 году по приказу султана Королевства Фес Мулая Абд аль-Хафиза. Затем издавалась в Стамбуле, Берлине, Бейруте и др. местах. Существует вариант изданный ИСЕСКО, с уточнениями Саида А’раба.
Тафсир Ибн аль-Араби оказал влияние на толкования Ибн Касира, аль-Куртуби и др. комментаторов.